# Roshchinita
La roshchinita és un mineral de la classe dels sulfurs, que pertany al grup de la lil·lianita. Rep el nom en honor de Yuri Vladimirovich Roshchin (Юрия Владимировича Рощина) (1934-1979), geòleg i geoquímic de l'Administració geològica del Kazakhstan Central.

## Característiques
La roshchinita és una sulfosal de fórmula química Ag19Pb10Sb51S96. Es tracta d'una espècie aprovada per l'Associació Mineralògica Internacional, i publicada per primera vegada el 1990. Cristal·litza en el sistema ortoròmbic. La seva duresa a l'escala de Mohs es troba entre 2,5 i 3,5.
Segons la classificació de Nickel-Strunz, la roshchinita pertany a «02.JB: Sulfosals de l'arquetip PbS, derivats de la galena, amb Pb» juntament amb els següents minerals: diaforita, cosalita, freieslebenita, marrita, cannizzarita, wittita, junoïta, neyita, nordströmita, nuffieldita, proudita, weibul·lita, felbertalita, rouxelita, angelaïta, cuproneyita, geocronita, jordanita, kirkiïta, tsugaruïta, pillaïta, zinkenita, scainiïta, pellouxita, chovanita, aschamalmita, bursaïta, eskimoïta, fizelyita, gustavita, lil·lianita, ourayita, ramdohrita, schirmerita, treasurita, uchucchacuaïta, ustarasita, vikingita, xilingolita, heyrovskýita, andorita IV, gratonita, marrucciïta, vurroïta i arsenquatrandorita.

## Formació i jaciments
Va ser descoberta al dipòsit d'or de Kvartsitovje Gorki, situat a Aksu, dins la ciutat de Stepnogorsk (Província d'Akmolà, Kazakhstan). També ha estat descrita al dipòsit de Massawa, al Senegal. Aquests dos indrets són els únics de tot el planeta on ha estat descrita aquesta espècie mineral.